# Bhagat Sain
Bhagat Sain (fl. siglos XIV–XV), también conocido como Sena Bhagat, fue un poeta místico hindú y santo del movimiento Bhakti que vivió a finales del siglo XIV y principios del siglo XV. Su nombre era conocido en todos los hogares debido a su devoción a Dios. Bhagat Sain fue barbero en la corte real del Raja Ram Singh, gobernante de Rewa. Fue discípulo de Ramananda.

## Lugar de nacimiento
Existen cuatro versiones sobre su lugar de nacimiento.
- Una versión sostiene que nació en Maharashtra y trabajó como barbero en la corte del rey de Bidar. El único hecho que respalda esta teoría es la existencia de numerosos cantos devocionales en lengua maratí atribuidos al santo Sain.
- La segunda versión indica que nació en Rewa, en el estado de Madhya Pradesh, y que sirvió al rey Ram Singh de Bandhavgarh.
- La tercera versión sostiene que el santo Sain nació en el pueblo de Sohal, en el distrito de Tarn Taran del estado de Punyab. Su padre se llamaba Baba Mukhand Rai y su madre, Mata Jeevne.
- Otra versión afirma que fue un barbero originario de Rajastán.[1]
- La versión más aceptada es que nació en Punjab, pero que viajó por toda la India, y pudo haber servido tanto a los reyes de Bandhavgarh como a los de Bidar.[5] El 6 de diciembre se celebra su aniversario de nacimiento en Punyab. Actualmente, se levanta un Gurudwara y un estanque sagrado (sarovar) en el lugar donde solía meditar, en Partabpura, Punjab.[6]

## Vida
La tendencia de la época se orientaba hacia la devoción y la composición religiosa, y Sain encontró tiempo, en medio de sus deberes, para estudiar los himnos de Ramananda, moldear su vida según los principios inculcados en ellos, e imitar con éxito su espíritu y fervor devocional.
Según los cronistas hindúes, Dios cuidaba de Sain como una vaca cuida a su ternero. Frecuentaba la compañía de hombres santos y encontraba gran felicidad en su presencia. Les prestaba todo tipo de servicios humildes, pues creía que servir a los santos era equivalente a servir a Dios mismo.
El Bhagat Mal contiene una leyenda que ilustra tanto la devoción de Sain hacia los santos como la estima en que era tenido por su piedad. Un día, mientras se dirigía a realizar sus tareas habituales para el rey Raja Ram, se encontró en el camino con algunos hombres santos. Pensó que su primer deber era atenderlos, los llevó consigo y comenzó a ofrecerles sus acostumbrados servicios. Con gran satisfacción espiritual, les ofreció alimentos consagrados y comunes para nutrir sus almas y cuerpos. Al actuar así, Sain descuidó su deber hacia el rey y se arriesgó a provocar su disgusto. La leyenda relata que, por favor divino, un hombre santo asumió la apariencia de Sain para evitar la ira del rey y salvarlo del castigo, y fue él quien acudió y realizó las tareas habituales ante el monarca. Poco después, Sain llegó y comenzó a disculparse por el retraso. El rey le dijo:
“Acabas de irte tras realizar tus servicios habituales conmigo; ¿por qué te disculpas?”
 

Sain respondió: 
“Yo no he estado aquí. Quizá vuestra majestad dice eso para justificar mi ausencia.”
Entonces el Raja comprendió que había intervenido la providencia y que alguien, bajo apariencia de Sain, había cumplido sus funciones. El rey se convirtió de inmediato, cayó a los pies de Sain, lo veneró como a su guru y buscó así un refugio en Dios. En el momento de la redacción del Bhagat Mal, se había convertido ya en una costumbre establecida que los sucesivos reyes de la casa de Bandhavgarh fueran discípulos de los descendientes de Sain. AActualmente, se dice que son seguidores de Bhagat Kabir.
Bhai Gurdas, en su vaar 10, párrafo 16, narra la historia del santo Sain. Describe cómo, tras escuchar la grandeza del santo Kabir, adoptó como guru al santo Ramananda. Luego relata la visita de los santos a Sain, el kirtan que realizaron durante toda la noche, y cómo el Señor, tomando la forma de Sain, sirvió al rey como barbero. Solo hay una composición de Saint Sain en el Sri Guru Granth Sahib, ubicada en la página 695.

## Himno en el Adi Granth
En el Raag Dhanasari, la bani de Bhagat Sain se encuentra en la siguiente página (ANG) del Guru Granth Sahib:
- Bhagat Sain, pág. 695

Sri Sain 

Habiendo preparado una oblación de incienso, lámpara y mantequilla clarificada, 

voy a ofrecértela, oh Dios. 

¡Gloria a Ti, oh Dios, gloria! 

¡Siempre gloria a Ti, oh Dios soberano! 

Tu Nombre es la mejor lámpara, la meditación en Él la mecha más pura; 

Tú eres el único Brillante, oh Dios. 

Son los santos de Dios quienes sienten el gozo divino; 

te describen como omnipresente y como el Gozo Supremo. 

Tú, de forma fascinante, oh Dios, haznos cruzar el océano del terror. 

Dice Sain: adora al Gozo Supremo. 

ਸ੍ਰੀ ਸੈਣੁ ॥  

श्री सैणु ॥  

sri sain 

Sri Sain:  

ਧੂਪ ਦੀਪ ਘ੍ਰਿਤ ਸਾਜਿ ਆਰਤੀ ॥  

धूप दीप घृत साजि आरती ॥  

dhoop deep ghrit saaj aartee 

Con incienso, lámparas y ghee, ofrezco este servicio devocional con luz.  

ਵਾਰਨੇ ਜਾਉ ਕਮਲਾ ਪਤੀ ॥੧॥  

वारने जाउ कमला पती ॥੧॥  

vaarne jaao kamlaa patee ||1||  

Me sacrifico por el Señor de Lakshmi. ||1||  

ਮੰਗਲਾ ਹਰਿ ਮੰਗਲਾ ॥  

मंगला हरि मंगला ॥  

manglaa hari manglaa 

¡Gloria a Ti, Hari, gloria!  

ਨਿਤ ਮੰਗਲੁ ਰਾਜਾ ਰਾਮ ਰਾਇ ਕੋ ॥੧॥ ਰਹਾਉ ॥  

नित मंगलु राजा राम राइ को ॥१॥ रहाउ ॥  

nit mangal raajaa raam raay ko ||1|| rahao  

Gloria constante al Rey, el Señor Ram. ||1|| Pausa  

ਊਤਮੁ ਦੀਅਰਾ ਨਿਰਮਲ ਬਾਤੀ ॥  

ऊतमु दीअरा निरमल बाती ॥  

ootam deearaa nirmal baatee 

Sublime es la lámpara, y pura es la mecha.  

ਤੂੰਹੀ ਨਿਰੰਜਨੁ ਕਮਲਾ ਪਾਤੀ ॥੨॥  

तुहीं नरंजनु कमला पाती ॥२॥  

tuheen niranjan kamlaa paatee ||2||  

Tú eres el Inmaculado, oh Radiante Señor de la Riqueza. ||2||  

ਰਾਮਾ ਭਗਤਿ ਰਾਮਾਨੰਦੁ ਜਾਨੈ ॥  

रामा भगति रामानंदु जानै ॥  

raamaa bhagat raamaanand jaanai 

Raamaanand conoce la devoción al Señor.  

ਪੂਰਨ ਪਰਮਾਨੰਦੁ ਬਖਾਨੈ ॥੩॥  

पूरन परमानंदु बखानै ॥३॥  

pooran parmaanand bakhaanai ||3||  

Él proclama que el Señor es omnipresente, la encarnación del gozo supremo. ||3||  

ਮਦਨ ਮੂਰਤਿ ਭੈ ਤਾਰਿ ਗੋਬਿੰਦੇ ॥  

मदन मूरति भै तारि गोबिंदे ॥  

madan moorat bhai taar gobinday 

El Señor del mundo, de forma encantadora, me ha hecho cruzar el aterrador Plantilla:Interlanguage link.  

ਸੈਨੁ ਭਣੈ ਭਜੁ ਪਰਮਾਨੰਦੇ ॥੪॥੨॥  

सैनु भणै भजु परमानंदे ॥४॥२॥  

sain bhanai bhaj parmaananday ||4||2||  

Dice Sain: ¡adora al Gozo Supremo! ||4||2  